# Aliens. Il nido sulla Terra
Aliens. Il nido sulla Terra (Aliens: Earth Hive) è un romanzo fantascientifico del 1992 di Steve Perry, primo volume di una trilogia, trasposizione letteraria della serie di fumetti Aliens.

## Storia editoriale
Il nido sulla Terra è il primo episodio di una trilogia i cui capitoli successivi sono Aliens. Incubo e Aliens: The Female War; la serie di romanzi costituiscono la trasposizione letteraria della serie di fumetti Aliens, seguito ideale della storia narrata nel film Aliens - Scontro finale.
Il fumetto del 1988 vede come protagonisti il marine Hicks e la giovane Newt, entrambi sopravvissuti alle disavventure narrate nel film Aliens - Scontro finale; tuttavia, nell'edizione statunitense del romanzo, pubblicato in contemporanea con il film Alien³ del 1992, i loro nomi vengono cambiati in "Wilks" e "Billie" per mantenere la congruità con quanto narrato nel film, nel quale i due personaggi vengono dichiarati morti subito dopo le vicende di Aliens - Scontro finale.
In Italia il romanzo è uscito nel 1998 pubblicato dalla Sperling & Kupfer sull'onda della pubblicità dell'uscita nei cinema del film Alien - La clonazione. Questa versione tradotta in italiano presenta, oltre ad alcuni piccoli cambiamenti, una sostanziale modifica rispetto alla versione originale: i nomi dei protagonisti sono stati riportati alla versione originale del fumetto (Hicks e Newt) e include un capitolo che è la novelization del breve fumetto Aliens: Teoria della propagazione aliena.

## Trama
Tormentata da spaventosi incubi sugli Xenomorfi, la giovane Newt viene rinchiusa per diversi anni in un istituto per malati mentali, dove i medici tentano, con metodi sempre più duri, di curarla.
Nel frattempo la nave spaziale Dutton della Guardia Costiera, impegnata nella distruzione di detriti spaziali scopre una nave spaziale abbandonata in orbita attorno alla Terra. Durante l'abbordaggio l'equipaggio della Guardia Costiera è attaccato ed ucciso da uno Xenomorfo. Entrambe le astronavi vengono distrutte.
Sulla Terra il caporale Hicks del corpo dei Marines Coloniali è detenuto in una prigione militare, colpevole di essere l'unico sopravvissuto ad un incontro con gli Xenomorfi avvenuto sul pianeta Rim. Inaspettatamente egli viene contattato dal colonnello Stephens il quale gli presenta il dottor Orona. Orona rivela che sta progettando una spedizione sul pianeta d'origine degli Xenomorfi per catturare un esemplare da poter studiare per poi sviluppare armi in grado di contrastarli. Anche se Hicks riconosce che l'operazione è a tutti gli effetti una missione suicida, egli accetta, seppur con riluttanza, di condurre i marines sul pianeta e viene promosso al grado di sergente.
Nell'istituto psichiatrico, Newt viene a sapere che i medici intendono lobotomizzarla nell'ultimo tentativo di curarla dai suoi incubi. Va a trovarla Hicks e si scopre che anche lei è una sopravvissuta a quanto accaduto su Rim. Appreso questo Newt si rende conto che i suoi terribili incubi altro non sono che i ricordi di quanto ha vissuto e non, come le era stato fatto credere, allucinazioni deliranti. Newt informa Hicks di quello che i medici intendono farle e poi viene prelevata da alcuni inservienti mentre Hicks viene cacciato via. Tuttavia, prima che la lobotomia venga effettuata, Hicks irrompe nell'istituto e libera Newt. La ragazza accetta di unirsi alla spedizione diretta al pianeta degli Xenomorfi e Hicks la nasconde in una capsula per l'ipersonno nascosta nella stiva della loro astronave, la USS Benedict.
Quando l'equipaggio si sveglia viene scoperta la presenza a bordo di Newt, la quale stringe in fretta amicizia con Mitch, uno dei Marines, nonostante le proteste di Hicks. Newt, superando i traumi vissuti nella clinica nella quale è stata più volte stuprata dal personale, si innamora di Mitch con il quale ha un rapporto sessuale. Quando alcuni dei marines vengono uccisi, risulta chiaro che a bordo c'è qualcuno che intende sabotare la missione. Giunti sul pianeta, l'astronave viene requisita da una squadra di androidi mercenari. I marines e i membri dell'equipaggio vengono tutti o sottomessi o uccisi. Newt riesce a fuggire alla cattura non figurando nei registri del personale a bordo della nave.
Il capo dei mercenari, un esperto omicida di nome Massey, spiega che è stato assunto dalla "Bionational Corporation" per impedire ai militari di recuperare un esemplare vivente degli Xenomorfi, in quanto la società teme che questo potrebbe avere un impatto sui profitti dalla loro attività segreta di ricerca sugli Xenomorfi. Stephens si rivela essere il sabotatore ed è in combutta con i mercenari, ma Massey sottolinea che la sua doppiezza lo rende inaffidabile e lo elimina. Hicks è tenuto prigioniero a bordo della Benedict mentre gli altri marines sono dispiegati sulla superficie del pianeta a fare da esca per gli Xenomorfi. Nonostante riescano ad eliminare i mercenari che li sorvegliavano e a prendere le loro armi, la maggior parte dei marines vengono uccisi o portati via dagli Xenomorfi. Intanto Mitch porta i pochi sopravvissuti in un grande alveare per cercare di proteggerli.
A bordo della Benedict, Newt libera Hicks e insieme i due riescono a uccidere Massey e riprendere possesso della nave. I due si dirigono poi sul pianeta per salvare i sopravvissuti e ne trovano solamente tre: Mitch, Blake e un membro dell'equipaggio della Benedict di nome Parks. Mentre stanno per andarsene Mitch viene attaccato da uno Xenomorfo e spezzato in due parti, fatto che rivela che in realtà egli è un androide. Hicks conferma che tutti i marines della missione eccetto lui e Stephens erano in realtà androidi e questo a causa della natura pericolosa dell'operazione. I sopravvissuti riescono a fuggire sulla Benedict grazie all'aiuto di uno Space Jockey. Prima di tornare sulla Terra, Hicks distrugge il pianeta con un attacco nucleare coordinato.
Nel frattempo, sulla Terra, l'impianto della "Bionational Corporation" di Lima, dove si studiano in segreto gli Xenomrfi, viene attaccato da un gruppo di estremisti religiosi capitanato da Salvaje, che crede che gli alieni siano delle entità divine. La distruzione dell'impianto permette la fuga di tutte le creature che ben presto iniziano a fare la loro comparsa su tutto il pianeta. Massimo esperto sul pianeta degli Xenomorfi, Orona guida l'attacco militare contro le creature ed ottiene un successo iniziale. Tuttavia, dopo qualche tempo, gli Xenomorfi cominciano ad adattarsi alle tattiche di attacco degli uomini e l'esito dello scontro volge in loro favore. Miliardi di persone vengono uccise in tutto il mondo. Asserragliato in un impianto in Messico, Orona registra un ultimo messaggio lamentando il proprio fallimento e poi si suicida sparandosi alla testa.
Tempo dopo Hicks, Newt, Mitch e gli altri sopravvissuti fanno ritorno sulla Terra. Giunti in una delle ultime installazioni militari sicure della Terra, essi apprendono con orrore quanto accaduto. Blake viene ucciso in un assalto degli Xenomorfi mentre Hicks, Newt e Mitch riescono a fuggire a bordo di un'astronave. Mentre lasciano il pianeta Terra ormai condannato, il gruppo incontra ancora una volta lo Space Jockey in orbita. Egli comunica telepaticamente con Newt, la quale viene così a sapere che le sue intenzioni nei confronti dei terrestri sono malvagie. Senza avere una destinazione certa, Hicks, Newt e Mitch entrano nelle capsule criogeniche.

## Edizioni
- (EN) Steve Perry, 1ª ed., Bantam Books, 1992, ISBN 0-553-56120-0.
- Steve Perry, Aliens. Il nido sulla Terra, traduzione di Gisella Bianchi, Pandora, Sperling & Kupfer, 1998.